# لقاح الملبنات

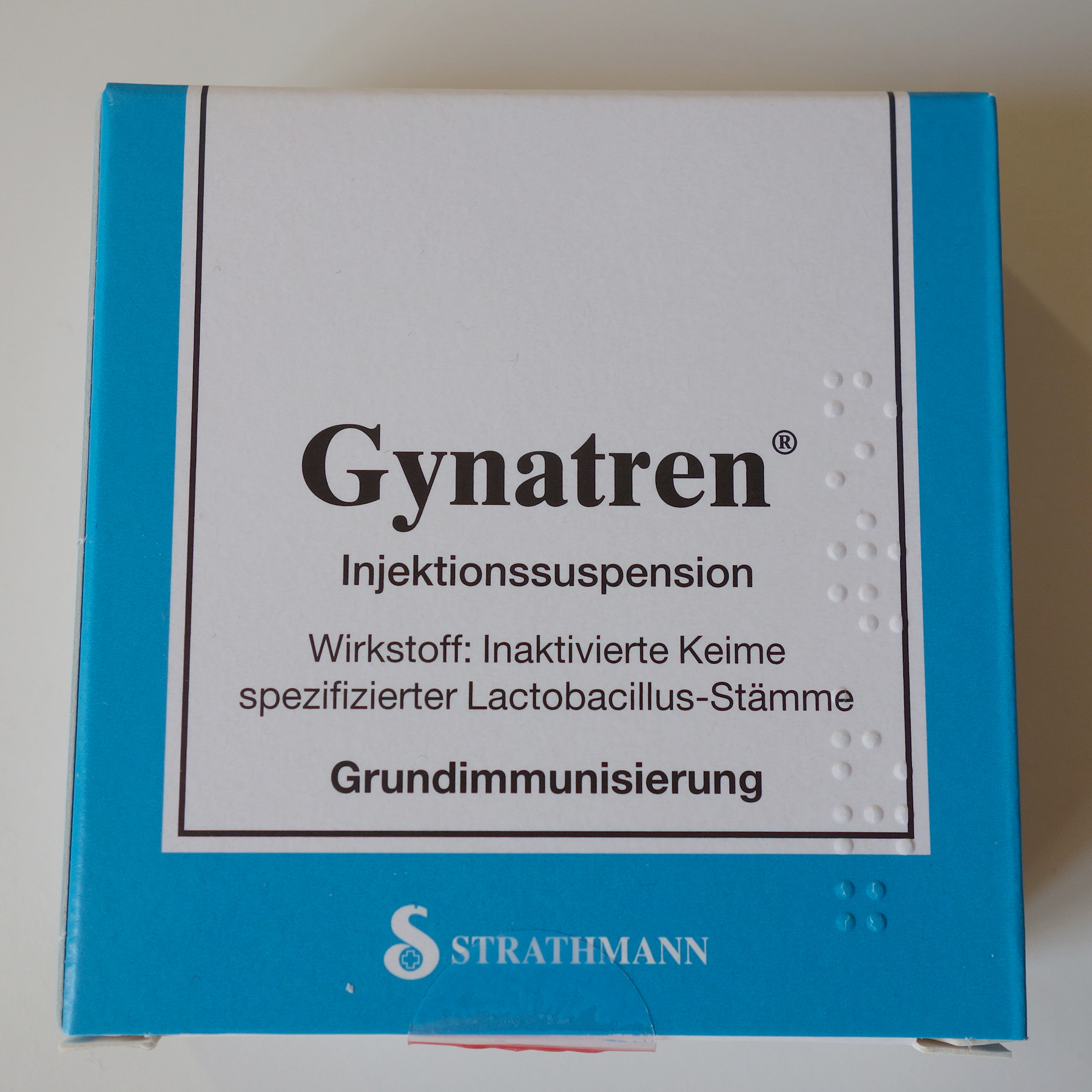
حزمة جيناترين

تُستخدم لقاحات الملبنات في علاج التهاب المهبل البكتيري غير النوعي وداء المشعرات والوقاية منهما. تتكون اللقاحات من سلالات معينة من الملبنات (العصيات اللبنية) المعطلة، التي تسمى سلالات زائغة في الأدبيات ذات الصلة التي يعود تاريخها إلى الثمانينيات. عزلت هذه السلالات من الإفرازات المهبلية لمرضى التهاب المهبل الحاد. العصيات اللبنية المعنية متعددة الأشكال، وغالبًا ما تكون مختصرة أو كروية الشكل ولا تنتج بيئة مهبلية حمضية ومضادة للأمراض. ارتبط استعمار العصيات اللبنية الزائغة بزيادة التعرض للعدوى المهبلية وارتفاع معدل الانتكاس بعد العلاج بالصادات الحيوية. يؤدي الحقن العضلي للعصيات اللبنية الزائغة المعطلة إلى استجابة مناعية خلطية. أثبت إنتاج أجسام مضادة محددة في كل من المصل وفي الإفراز المهبلي. نتيجة لتحفيز المناعة، تثبط العصيات اللبنية غير الطبيعية، ويمكن أن تنمو العصيات اللبنية الطبيعية على شكل عصية وأن تمارس وظائفها الدفاعية ضد الكائنات الحية الدقيقة المسببة للأمراض.

## الاستخدامات الطبية
تُستخدم لقاحات الملبنات بشكل أساسي في العلاج والوقاية من حالات خلل التنسج في النظام المهبلي (التهاب المهبل البكتيري، وداء المشعرات المهبلي، وداء المبيضات المهبلي بدرجة أقل). ثانيًا، تستخدم في الوقاية والعلاج التكميلي لأمراض الجهاز البولي التناسلي المختلفة عند الشك في أن دسباقتريوز المهبل هو السبب الجذري للحالة. وتشمل هذه التهابات الجهاز التناسلي العلوي (المزمنة)، التهابات المسالك البولية وخلل التنسج العنقي. يُفضل أن يُمارس الاستخدام الوقائي عند المرضى الذين لديهم تاريخ من الإجهاض المتأخر والمخاض المبكر قبل الحمل. 

### الفعالية

#### التهاب المهبل الجرثومي
درس روتغرز فائدة التطعيم مع الجيناترين في الوقاية من التهاب المهبل الجرثومي في مجموعة من المرضى الذين يعانون من التهابات مهبلية متكررة. جميع المريضات المشاركات البالغ عددهن 192 مريضة المشاركات في الدراسة العشوائية المزدوجة التعمية التي يتحكم فيها دون معرفة المشاركين من يأخذ العلاج، تلقين علاجًا محليًا باستخدام تحميلة مهبلية مكونة من التتراسكلين والأمفوتريسين ب. تلقت 95 مريضة أيضًا التطعيم مع الجيناترين، في حين عولجت 97 مريضة باستخدام دواء وهمي يشبه الدواء في الشكل الخارجي. بعد شهر واحد من بدء العلاج، شفي 85% من مجموعة العلاج الفعال و83% في مجموعة العلاج الوهمي (بدون أعراض وخالية من البكتيريا المسببة للأمراض). بعد 3 أشهر، بقيت 78% من مجموعة العلاج و60% من مجموعة الدواء الوهمي بلا عدوى. بعد 6 أشهر، كانت النسب 76% و40%، وبعد 12 شهرًا، 75% و37% من النساء في المجموعات المعنية بقين بلا عدوى.  
بحثت دراسة أخرى أجراها بوس وروتيغرز في التأثير العلاجي للسولكو-تريشوفاك عند استخدامه كعامل علاجي وحيد. أظهرت ال 182 مريضة المسجلة في الدراسة أعراض التهاب المهبل الحاد، ومعظمهم عولجوا لعدة أشهر بالمضادات الحيوية الموضعية أو الفموية أو مضادات الفطريات دون جدوى. أثناء الدراسة، نصحوا بالامتناع عن استخدام مثل هذه المستحضرات. بعد ستة أشهر من الحقن الأول، 71% من المرضى أظهرن وجود فلورا مهبلية طبيعية وفقًا لتصنيف جيروفيك وبيتر. وقد أسفرت الدراسات الإضافية حول الفعالية العلاجية والوقائية للقاحات الملبنة وحدها أو مجتمعة مع العلاج المضاد للميكروبات في التهاب المهبل الجرثومي عن نتائج مماثلة. 

#### داء المشعرات المهبلي
قام ليتشغي بالتحقيق في استخدام السولكو-تريشوفاك كإجراء علاجي وكإجراء وقائي للتكرار. فيما يتعلق بالموضوع الأخير، أبلغ عن تسجيل 114 امرأة مصابة بداء المشعرات في دراسة عشوائية مزدوجة التعمية يتم التحكم فيها بالغفل، وكان لدى 66% منهن تاريخ حالة على الأقل من التهاب الفرج والمهبل المتكرر. تلقى جميع المرضى بالإضافة إلى شركائهم الجنسيين علاجًا جهازيًا و/أو موضعيًا بالنيتروإيميدازول. طعمت 61 مريضة بالإضافة إلى السولكو-تريشوفاك، و53 مريضة بدواء وهمي. في فحص المتابعة الأول، بعد 6 أسابيع من الحقن الأول، كان ما تزال 3 مريضات في كل مجموعة تعاني من المشعرات المتحركة. من بين المرضى الذين أعلن عن شفائهن في هذه الزيارة، سجلت ما مجموعه 15 حالة إعادة إصابة (33.3%) في مجموعة الدواء الوهمي خلال فترة المتابعة من الشهر الرابع إلى الشهر الثاني عشر بعد الحقن الأول، بينما كان هناك في مجموعة الفيروم لا إصابات جديدة. صمم هاريس دراسة عشوائية مماثلة، مزدوجة التعمية، مضبوطة بالغفل مع 198 مشاركًا وأبلغ عن معدل إعادة الإصابة بنسبة 21.6% في مجموعة الدواء الوهمي، على عكس 3.1% في مجموعة السولكو-تريشوفاك بعد 8 أشهر من إكمال دورة الحقن الثلاث. أكدت دراسات أخرى فعالية لقاحات العصيات اللبنية كعلاج تكميلي قوي وتدبير وقائي متكرر في داء المشعرات.   

#### داء المبيضات المهبلي
يعد داء الفطريات المهبلية (المبيضات) مؤشرًا ضعيفًا على أن بكتيريا فلورا الملبنات معرضة للخطر، حيث يمكن أن تتعايش المبيضات البيضاء والملبنات بشكل تكافلي. وبالتالي، فإن التعديل المناعي للاكتوباسيلس له معدل نجاح أقل في هذه الحالة منه في التهاب المهبل البكتيري والتريكومونال. أفاد فيرلينج عن تطعيم 42 مريضة بالتهاب القولون المهبلي المزمن الناجم عن المبيضات باستخدام السولكو-تريشوفاك، اللاتي أظهرن مقاومة للعلاجات المعتادة بمبيدات الفطريات مثل الأمفوتريسين B الموضعي والنيستاتين والبوفيدون ايود. من بين هؤلاء، تعافت 7 مريضات (17%) وأظهرت 18 مريضة (43%) أعراضًا خفيفة فقط بعد شهر من الحقنة الثالثة.

#### التهابات المسالك البولية
في كثير من النساء المعرضات لعدوى المسالك البولية المتكررة، تستعمر الأسطح المخاطية للمدخل المهبلي بواسطة الإشريكية القولونية والمكورات المعوية، بدلًا من الملبنات. افترض ريد وبورتون أن المهبل قد يكون بمثابة خزان لمسببات التهابات المسالك البولية. في السيناريو المقترح، البيئة المهبلية خلل التنسج تعمل باستمرار على زرع المثانة بالميكروبات المعدية ما يؤدي إلى عدوى المسالك البولية المستمرة أو المتكررة. كما اقترحوا، من خلال إعادة استعمار المهبل باستخدام الملبنات وتشريد مسببات الأمراض، قد تحل عدوى المثانة. لم تجر أي دراسات حول استخدام لقاحات الملبنات في التهابات المسالك البولية المتكررة باستخدام تركيبات حديثة من اللقاح. مخترع لقاحات الملبنات، أعلن نجاح أولي في الوقاية من عدوى المكون البولي عند النساء الحوامل تحت العلاج بلقاحات تجريبية أحادية السلالة.

#### التهابات داخل الرحم أثناء الحمل
أثبتت العلاقة بين العدوى داخل الرحم وفقدان الحمل في الثلث الثاني من الحمل وكذلك الولادة المبكرة. معظم البكتيريا الموجودة في الرحم والمرتبطة بالولادة المبكرة هي من أصل مهبلي، مع وجود أقلية صغيرة فقط تنشأ من تجويف البطن أو من تلوث إبرة غير مقصود في وقت بزل السلى. قد تصعد البكتيريا المسببة للأمراض عبر عنق الرحم وتحافظ على امراضية تحت الحادة في الجهاز التناسلي العلوي وأغشية الجنين لأشهر قبل اكتشاف العدوى في النهاية. تميل هذه الالتهابات إلى البقاء بدون أعراض ولا ترتبط بالحمى أو رحم رقيق أو كثرة الكريات البيض في الدم المحيطي. غالبًا ما تكون الأعراض الأولى هي تمزق الأغشية والولادة المبكرة، حيث يصبح الحفاظ على الحمل أمرًا صعبًا. يعد العلاج المبكر والوقاية من الالتهابات المهبلية أمرًا مهمًا للغاية خاصة في هؤلاء المرضى، الذين عانوا بالفعل من إجهاض في الثلث الثاني، والذي يرتبط بمعدل تكرار بنسبة 27% (فقدان الحمل بين الأسبوع 14 و23 + بعد 6-7 أسابيع من الحمل)، معدل 10% للولادة المبكرة للغاية (من 24 إلى 27 + بعد 6-7 أسابيع من الحمل)، ومعدل إضافي بنسبة 23% للولادة المبكرة جدًا أو المتوسطة أو المتأخرة (الأسبوع 28 إلى 36 + بعد 6-7 أسابيع) في الحمل اللاحق.   
فحصت دراسة أجرتها لعازر وزملاؤها في العمل حدوث ذرية منخفضة الوزن عند الولادة بين النساء الملقحات علاجيًا ووقائيًا. من بين 413 امرأة حامل مصابة بالتهابات الجهاز البولي التناسلي الحادة، طعمت 209 امرأة بعلاج جينيفاك بالإضافة إلى العلاج التقليدي بمضادات الميكروبات، في حين تلقت 204 امرأة العلاج المضاد للميكروبات فقط. سجل وزن عند الولادة أقل من 2500 غرام في 10.4% من المرضى الملقحين مقارنة بـ 24.1% بين المرضى الذين لم يتلقوا التطعيم. بلغ معدل وفيات الفترة المحيطة بالولادة 1.42% في المجموعة الملقحة مقابل 3.86% بين المرضى غير الملقحين. في المتوسط، كانت فترة الحمل أطول في المرضى الذين لقحوا، حيث بلغ 81.3% منهن فترة الحمل الكاملة، على عكس 66.7% فقط من المرضى غير الملقحين. أجري التطعيم الوقائي من الملبنات مع جينيفاك على 1396 امرأة سليمة، جزئيًا قبل الحمل وجزئيًا أثناء فترة الحمل المبكرة. كان معدل حدوث انخفاض الوزن عند الولادة 7.9% بين النساء اللواتي لقحن مقارنة بـ 14.0% بين الأصحاء. في دراسة مستقبلية لاحقة بمشاركة 1852 من النساء الحوامل اللواتي قد طعمن و1418 من الضوابط، أبلغت لعازر وزملاؤها عن معدل ولادة قبل الأوان بنسبة 7.1% بين النساء اللواتي جرى تلقيحهن و12.2 % بين أولئك الذين رفضوا التطعيم الملبنة.